# 皮热鲁什
皮热鲁什是葡萄牙阿威罗区的一个堂区。总面积5.13平方公里，总人口1369人，人口密度266.9人/平方公里。